# ماريا آنا موتسارت

ماريا آنا موتسارت

ماريا آنا والبرغا إغناطيا موتسارت (بالألمانية: Maria Anna Walburga Ignatia Mozart) هي مُلحنة موسيقية ولدت في زالتسبورغ في 30 يوليو 1751 وتوفيت في 29 أكتوبر 1829 عن عمرٍ يناهز 78 سنة. وقد اشتُهرت لكونها الشقيقة الكبرى لفولفغانغ أماديوس موتسارت وابنة ليوبولد وآنا ماريا موتسارت.

## طفولتها
وُلِدت ماريا آنا في زالتسبورغ في 30 يوليو 1751. وحين كانت في السابعة من عمرها بدأ والدها ليوبولد موتسارت بتعليمها العزف على الهاربسكورد. وقد أظهر موهبة كبيرة في العزف فأخذها والِدها مع شقيقها فولفغانغ في جولةٍ حول أوروبا ليعرضِ مواهِب طفليه. بيدَ أنّ العادات السائدة في ذلك العصر لا تسمح للمرأة بأن تكون فنّانة، فحين كبرت صار من المستحيل عليها إكمال مسيرتها الفنيّة. ومنذ عام 1769 لم يعد مسموحاً لها عرض موهبتها، خاصّة وأنها أصبحت في سِنّ مناسبة للزواج، وقد تحتّم عليها البقاء في المنزل مع والدتها بعد ذلك.
هُناك أدلة تشير بأن ماريا قد ألّفت عدّة مقطوعات. حيثُ عُثر على رسائل موجّهة إليها من شقيقها يمتدح فيها أعمالها. إلّا أنه لم يُعثر على أي مؤلّفات لها.

## زواجها وسنواتها الأخيرة
خِلافاً لشقيقها الذي تشاجر مع والده وخالف رغبته بما يتعلق بالمسار المهني واختيار الزوج، فقد بقيت ماريا مُطيعةً لوالديها، ووقعت بحبّ فرانز ديبولد الذي كان قائد رحلة العائلة حول أوروبا؛ ولكن والدها رفضه فتخلت عنه. وقد حاول فولفغانغ الوقوف بجانب أخته تحقيقاً لرغباتها ولكن بلا أي فائدة.
في النهاية تزوجت ماريا من قاضِ يُدعى يوهان بابتست فرانز فون برتشتولد زو سوننبرغ (بالألمانية: Johann Baptist Franz von Berchtold zu Sonnenburg) واستقرا في قرية سانكت غيلغين التي تبعد حوالي 29 كم عن منزل آل موتسارت في زالتسبورغ. وقد كان لزوجها 5 أطفال من زيجاتٍ سابقة ساعدت ماريا في تربيتهم. وقد أنجبت منه 3 أطفال أيضاً وهم: ليوبولد الويس بانطاليون (1785-1840)، وجانيت (1789-1805) وماريا بابيت (1790-1791).
وقد عادت ماريا إلى زالتسبورغ عام 1801 وذلك بعد أن توفّي زوجها. عادت برفقة أطفالها الاثنين وأربع من أطفال زوجها الذين بَقوا أحياءً وعملت هُناك مُدرّسة موسيقى.
في سنواتها الأخيرة تراجعت حالة ماريا الصحية وأُصيبَت بالعَمى في 1825. وقد توفيت في 29 أكتوبر 1829 عن عمر يناهز 78، ودفنت في مقبرة القديس بيتر في زالتسبورغ.

## روابط خارجية
- ماريا آنا موتسارت على موقع الموسوعة البريطانية (الإنجليزية)
- ماريا آنا موتسارت على موقع ميوزك برينز (الإنجليزية)